# عملیات مریخ (فیلم ۲۰۱۹)
عملیات مریخ (به هندی: Mission Mangal) فیلمی محصول سال ۲۰۱۹ و به کارگردانی جاگان شاکتی است. در این فیلم بازیگرانی همچون آکشی کومار، ویدیا بالان، سوناکشی سینها، تاپسی پانو، نیتیا منن، شارمان جوشی، کریتی کولهاری، سانجای کاپور، دالیپ تاهیل ایفای نقش کرده‌اند.